# شروبن‌هاوزن
شهر شروبن‌هاوزن (به آلمانی: Schrobenhausen) در ایالت بایرن در کشور آلمان واقع شده‌است.